# Istituto delle Scienze di Tokyo
L'Istituto delle Scienze di Tokyo (in giapponese: 東京科学大学?, Tōkyō Kagaku Daigaku, chiamato spesso per brevità Science Tokyo) è il più grande istituto universitario giapponese dedicato alla scienza e alla tecnologia.
È stata fondata il 1 ottobre 2024 dalla fusione del Istituto di tecnologia di Tokyo (Tokyo Tech) e della Università di medicina e odontoiatria di Tokyo (TMDU).

## Città universitaria
Science Tokyo ha sei campus nella regione della Grande Tokyo, tre dell'ex Tokyo Tech (Ookayama, Suzukakedai e Tamachi) e tre dell'ex TMDU (Yushima, Kokufudai e Surugadai).

## Scuole e divisioni

### Divisione di scienza e ingegneria
- Scuola di scienze
- Scuola di Ingegneria
- Scuola di Tecnologia e Materiali Chimici
- Scuola di Informatica
- Scuola di Scienze e Tecnologie della Vita
- Scuola di Ambiente e Società

### Divisione di Scienze Mediche e Odontoiatriche
- Scuola di medicina
- Facoltà di Odontoiatria
- Istituto di arti liberali
- Scuola Superiore di Scienze Mediche e Odontoiatriche
- Scuola di Specializzazione in Scienze della Salute

## Persone

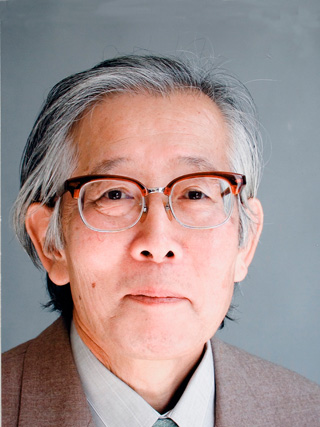
Hideki Shirakawa (白川 英樹), laureato alla Tokyo Tech, chimico, Premio Nobel per la Chimica 2000
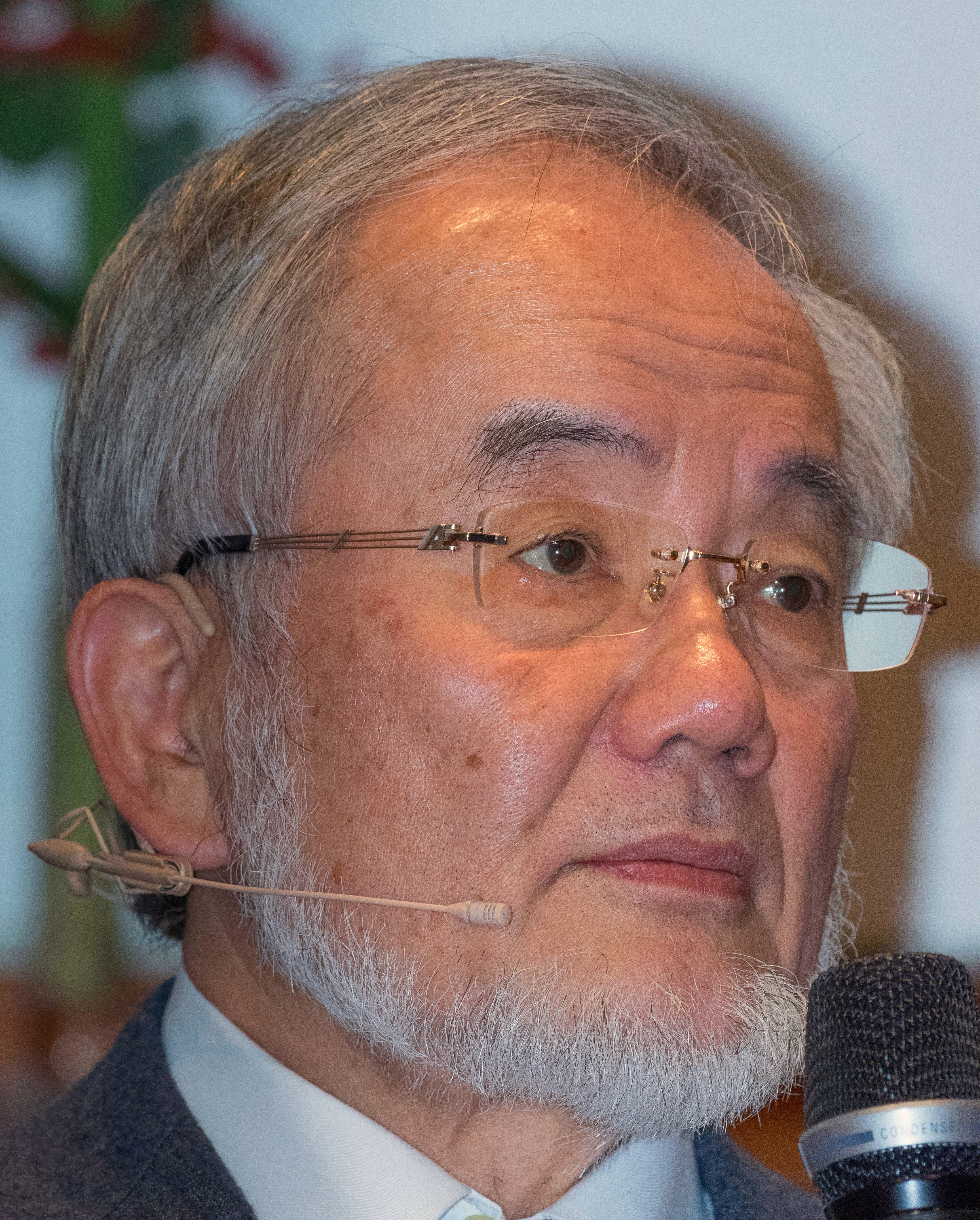
Yoshinori Ohsumi (大隅 良典), professore, biologo cellulare, Premio Nobel per la medicina 2016
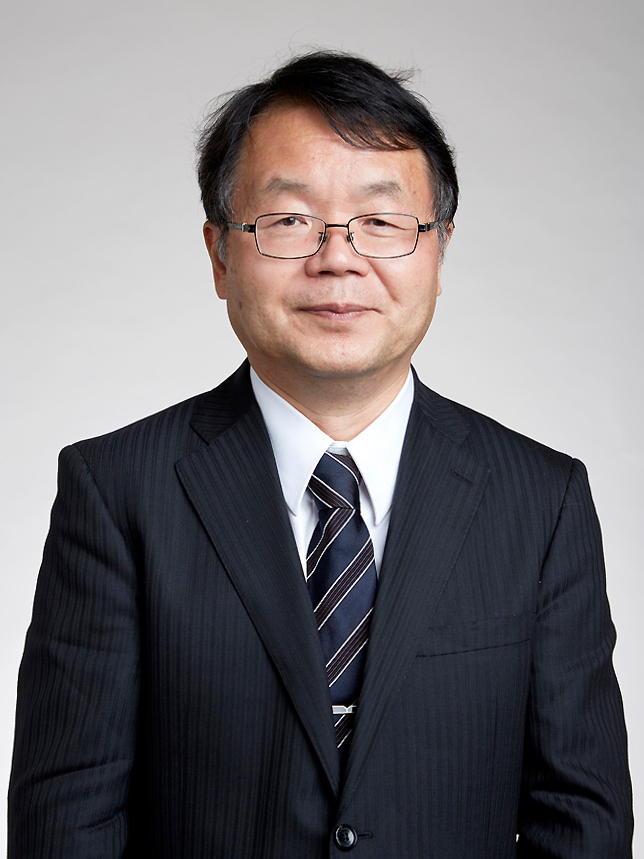
Hideo Hosono (細野 秀雄), professore, scienziato dei materiali, scopritore dei superconduttori a base di ferro.
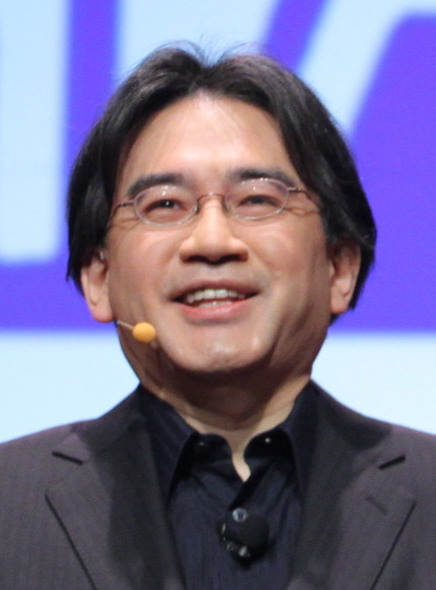
Satoru Iwata (岩田 聡), laureato alla Tokyo Tech, CEO di Nintendo
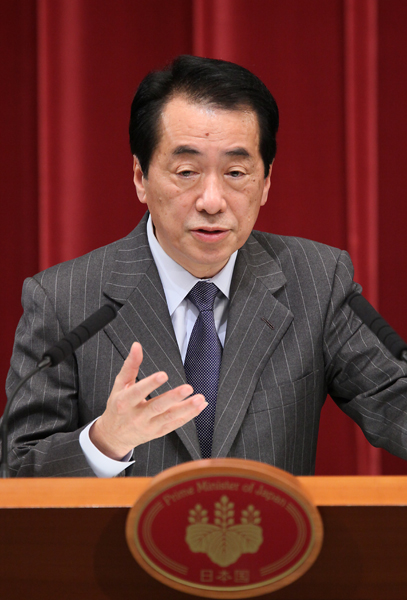
Naoto Kan (菅 直人), laureato alla Tokyo Tech, 94esimo Primo Ministro del Giappone